# 51823 Rickhusband
Rickhusband (asteróide 51823) é um asteróide da cintura principal, a 2,4835874 UA. Possui uma excentricidade de 0,2116812 e um período orbital de 2 042,5 dias (5,59 anos).
Rickhusband tem uma velocidade orbital média de 16,78046396 km/s e uma inclinação de 11,54255º.
Foi batizado em homenagem ao astronauta Rick Husband.